# Pterastericola psilatericola
Pterastericola psilatericola är en plattmaskart som först beskrevs av Jespersen och Luetzen 1972.  Pterastericola psilatericola ingår i släktet Pterastericola, och familjen Pterastericolidae. Arten är reproducerande i Sverige.